# Chris Green
Chris Green is een Britse cellist, die af en toe door popmusici werd ingeschakeld om een cellopartij in te spelen. Zijn discografie is niet groot, doch hij heeft met grote namen uit de popwereld, maar ook uit de klassieke muziek gespeeld. Opnamen zijn gevonden tussen 1970 en 1987.

## Discografie
- Quatermass – album Quatermass (1970)
- John Williams – Changes (1971)
- Danielle Patucchi – Brasil Meu Amor (1977)
- Ronnie Lane (van The Faces) en Pete Townsend (van The Who) – Rough Mix (1977)
- Camel: Nude (1981)
- speelde mee in orkest voor The Phantom of the Opera (musical) van Andrew Lloyd Webber (1987)
- Everything but the Girl – Baby the stars shine bright; Don’t leave me behind, Come on home

Zijn opnamen met Camel zijn niet geheel toevallig; op dat album speelde ook Herbie Flowers mee, deze speelde met John Williams in Sky. 